# Bobby Dunn
Bobby V. Dunn (Milwaukee, 28 agosto 1890 – Hollywood, 24 marzo 1937) è stato un attore statunitense.

## Biografia
Nato a Milwaukee, Wisconsin, da Richard P. e Melissa Dunn, iniziò la sua carriera di attore nei Keystone Pictures Studio. Lavorò per un certo numero film comici realizzati dal regista Mack Sennett. Durante i suoi anni di attività, perse un occhio in un incidente sul set: mentre si trovava all'interno di un barile d'acqua, un fiammifero che galleggiava sulla superficie, ancora acceso, gli causò danni permanenti; da quel momento in poi, Dunn indossò una lente di vetro, apportandogli un aspetto un po' strabico, caratteristica principale che sfruttò nei successivi metraggi dove prese parte. Collaborò con attori di certo rilievo, come: Harold Lloyd, Charley Chase, la coppia Stanlio e Ollio, ecc.
Morì nel 1937, a soli 46 anni; è sepolto nell'Hollywood Forever Cemetery di Los Angeles, California.

## Filmografia parziale
- Hoffmeyer's Legacy, regia di Mack Sennett - cortometraggio (1912)
- The Little Teacher, regia di Mack Sennett - cortometraggio (1915)
- A Maiden's Trust, regia di Victor Heerman e Harry Williams - cortometraggio (1917)
- When the Wife's Away, regia di Frank R. Strayer (1926)
- Perché le ragazze amano i marinai (Why Girls Love Sailors), regia di Fred L. Guiol - cortometraggio (1927)
- Il re della piazza (The Barker), regia di George Fitzmaurice (1928)
- Squadra sequestri (Bacon Grabbers), regia di Lewis R. Foster - cortometraggio (1929)
- Un nuovo imbroglio (Another fine mess), regia di James Parrott - cortometraggio (1930)
- Monkey Business - Quattro folli in alto mare (Monkey Business), regia di Norman Z. McLeod (1931)
- Il regalo di nozze (Me and My Pal), regia di Charley Rogers - cortometraggio (1933)
- Questione d'onore (Tit for Tat), regia di Charley Rogers - cortometraggio (1935)
- La ragazza di Boemia (The Bohemian Girl), regia di James W. Horne, Charles Rogers e Hal Roach (1936)